# Empis alata
Empis alata är en tvåvingeart som beskrevs av Hardy 1934. Empis alata ingår i släktet Empis och familjen dansflugor. Inga underarter finns listade i Catalogue of Life.